# Monte Brento
Il monte Brento (1545 m s.l.m.) è un monte del Trentino, situato nella valle Basso Sarca.

## Descrizione
La montagna ha la caratteristica di mostrare un versante a strapiombo verso la valle dei Laghi. Appartiene alla breve catena del monte Casale, ed è la causa geologica, assieme al Dain grande e al monte Granzoline, delle spettacolari Marocche di Dro, la più imponente frana post glaciale a livello europeo.

## Area protetta
L'area rappresenta un sito di notevole interesse naturalistico e rientra tra le aree naturali protette del Trentino.

## Sport
Il monte è area frequentata per i percorsi alpinisti che offre, oltre che per la sua particolare natura. In particolare è conosciuto dalla fine del XX secolo per le sue pareti adatte agli amanti degli sport estremi.

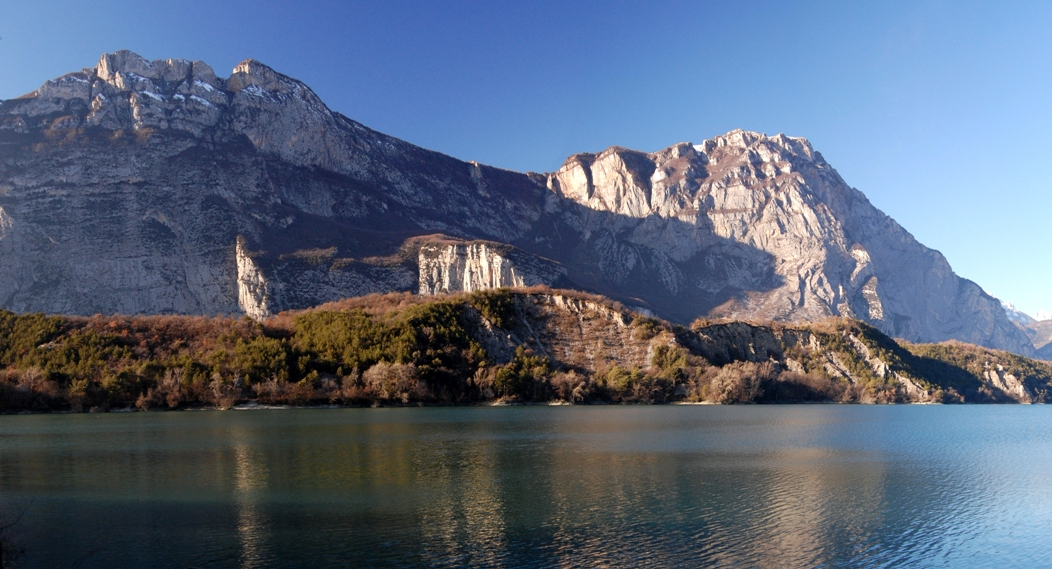
Monte Brento visto dal lago Cavedine.

Dal Becco dell'Aquila si effettuano lanci con tuta alare e atterraggio al campo Gaggiolo, località nel comune di Dro. Meta molto frequentata dai jumper, negli ultimi vent'anni ha registrato diversi incidenti mortali.